# Метелева (Тюменская область)
Метелёва — упразднённая деревня, находившаяся в подчинении Калининского административного округа городского округа город Тюмень Тюменской области. В 2013 году включена в состав города и исключена из учётных данных.

## География
Расположена на левом берегу Туры, западнее автодорожной развязки Тюменской окружной дороги с проездом Воронинские Горки. Отделена от бывшей деревни Княжева Метелёвским кладбищем.

## История
До 1917 года входила в состав [Городовая волость|Городовой волости]]  Тюменского уезда Тобольской губернии. По данным на 1926 год состояла из 26 хозяйств. В административном отношении входила в состав Луговского сельсовета Тюменского района Тюменского округа Уральской области.

## Население
| 1989 | 2002  | 2010  |
| ---- | ----- | ----- |
| 2299 | ↘2199 | ↘1690 |

По данным переписи 1926 года в деревне проживало 107 человек (56 мужчин и 51 женщина), в том числе: русские составляли 100 % населения.

## Инфраструктура
Личное подсобное хозяйство с зоной сельскохозяйственного использования, индивидуальная застройка усадебного типа.